# SOMO:Fume
SOMO:Fume (소모:퓸?, SomopyumLR), abbreviazione di Sound Of My Own:Fume, è il primo EP del cantante sudcoreano Jay B, pubblicato il 26 agosto 2021.

## Descrizione
Dopo aver annunciato, al 22 luglio 2021, l'uscita del primo extended play di Jay B, H1ghr Music ne rende noto il titolo, SOMO:Fume, il 16 agosto. Jay B aveva nelle settimane precedenti già sottinteso il titolo del disco pubblicando delle foto su Instagram con l'hashtag "fume". Il 17 agosto vengono rivelate le tracce e il 23 gli artisti ospiti: SOMO:Fume consta di sei brani che coprono vari spettri del genere R&B, includendo anche il singolo Switch It Up pubblicato a maggio 2021. Tra i produttori delle canzoni figurano Cha Cha Malone, Gray, GroovyRoom e Woogie. Il titolo è un gioco di parole tra il coreano "somopum" (소모품?), ovverosia "beni di consumo", e l'inglese "perfume", "profumo", a indicare l'intenzione che il disco venga sia consumato, sia assorbito dal pubblico con gentilezza.
SOMO:Fume esce il 26 agosto insieme al video musicale di B.T.W. La struttura del disco ricorda un diario, con canzoni che parlano di amore o del dolore dell'attesa, e un'atmosfera che, secondo Clash Magazine, va "da pomeriggi piovigginosi a serate afose". I testi sono solitamente passivi e descrivono una relazione di dipendenza in cui il cuore fluttua come un'onda.
Il brano apripista midtempo B.T.W narra la storia di un uomo che non desidera altro che la compagnia della persona amata, promettendole amore e lusso in un'atmosfera rilassata urban R&B che combina trap chillhop, 808, basso e pluck sound. È stato scritto immaginando una camminata lungo il fiume Han con l'amante, e l'effetto riverbero usato sulla voce del cantante richiama gli spazi aperti e la libertà. AM PM presenta lievi riff di chitarra e percussioni, accompagnate dal sintetizzatore, e parla della sensazione di stordimento di quando si è innamorati. Mentre Fame, accompagnata dal basso, è più veloce, In To You è leggermente jazz, con un ritmo rilassato sostenuto dalla tromba e da un sintetizzatore che ricorda i Moog, e nel testo, scritto pensando a due persone che bevono un bicchiere di vino insieme, l'amore viene ritratto come "una sorta di processo di fermentazione del vino". Count On Me, dai lievi ritmi di chitarra acustica abbinati all'atmosfera estiva che ricordano le hit R&B pop degli anni Duemila, rassicura sulla propria fedeltà con toni nostalgici.
Nell'edizione fisica di SOMO:Fume è inclusa una settima traccia, Paranoia, nella quale Jay B desidera che qualcuno lo aiuti a fuggire dal disagio mentale causato da un mondo instabile. Il brano, che esprime l'ansia, le preoccupazioni e i fardelli che una persona si ritrova sulle spalle, è un rimando alla salute mentale del cantante, diagnosticato con depressione e attacchi di panico, ed è stato scritto con l'intenzione di ritrarre una situazione nella quale chiunque può ritrovarsi in un momento della propria vita.
Il 27 settembre viene pubblicato il video musicale di Fame.

## Accoglienza
| Recensione    | Giudizio |
| ------------- | -------- |
| NME           |          |
| Rhythmer      |          |
| Seoul Therapy | 9/10     |

Secondo Rolling Stone India, "Jay B invita gli ascoltatori a scoprire la profondità della sua arte". Per ABS-CBN News, l'intero EP è una testimonianza dell'individualità del cantante, con il quale "esprime il suo stile più autentico come artista e individuo", e in cui, "con la sua elegante voce R&B unita a un pizzico di fiducioso sentimentalismo, evoca un profumo muschiato morbido e sensuale", imprimendovi il suo amore per la natura, la lettura, i gatti e la fotografia. Alexis Hodoyan-Gastelum di Teen Vogue ha paragonato il disco a un "cofanetto di profumo dalle note naturalmente romantiche", indicando Fame e Count On Me come le note di testa, B.T.W e Switch It Up come le note di cuore, e AM PM e In To You come le note di fondo. Recensendo per Bollywood Hungama, Nandini Iyengar ha invece messo in luce come SOMO:Fume presenti agli ascoltatori una storia dall'inizio alla fine, simile agli stadi di una relazione vista in un film romantico, giudicando il lavoro di Jay B "brillante". Seoul Therapy ha dato al disco un voto di 9 su 10, ritenendolo un EP di successo apprezzabile dagli amanti del buon R&B, in cui Jay B mostra "il suo lato divertente e civettuolo così come quello pensieroso e sensibile". Per The Kraze Magazine, è un album rinfrescante, rilassante e di conforto con il quale riesce a far brillare la propria arte, "l'epitome di sollievo, gioia e creatività nascosti, ma ora trovati".
D'altra parte, Sofiana Ramli di NME ha assegnato a SOMO:Fume 3 stelle su 5, apprezzando la chimica tra Jay B e gli artisti ospiti, ma ritenendolo a tratti non all'altezza delle aspettative "per un progetto che audacemente si proclama uno stile a sé stante". Ha trovato il disco mancante di una chiara distinzione da altri artisti della scena R&B e ritenuto che rincorresse formule già collaudate, dandogli un senso di familiarità e togliendoli freschezza e innovazione. Ha affermato che AM PM fosse più simile allo stile di Dean, e B.T.W e Switch It Up troppo dipendenti dalla produzione ripetitiva di Cha Cha Malone, ma indicato anche In To You, Fame e Count On Me come i brani più sorprendenti, frutto di una combinazione di produttori vincente.
Osservazioni simili sono state avanzate anche da Kim Hyo-jin di Rhythmer, che ha reputato la scelta di una stretta collaborazione con gli altri artisti della H1ghr Music, volta a ridefinire l'immagine del cantante e dimostrare la sua completa affiliazione alla nuova etichetta discografica, una soluzione ovvia e poco stimolante alla domanda "Chi è Jay B?". Soprattutto, ha ritenuto che la produzione non fosse riuscita a mettere in luce i punti di forza della voce del cantante, sovrastandola.
A fine anno, Fame è stata inclusa tra le migliori canzoni k-pop del 2021 per Teen Vogue.

## Tracce
1. B.T.W (feat. Jay Park) – 3:12 (testo: Defsoul, Jay Park – musica: Cha Cha Malone, Defsoul, Jay Park)
2. AM PM (feat. Wheein) – 3:37 (testo: Defsoul, Sound Kim, Jay Park – musica: Gray, DAX, Chrli, Defsoul, Sound Kim, Jay Park)
3. Fame (feat. Junny) – 2:23 (testo: Defsoul, Junny – musica: GroovyRoom, Bin, Bell, Defsoul, Junny)
4. In To You (feat. G1nger) – 3:38 (testo: Defsoul, G1nger, Jay Park – musica: Woogie, Defsoul, G1nger, Jay Park)
5. Switch It Up (feat. Sokodomo) – 3:35 (testo: Defsoul, Sokodomo, Jay Park – musica: Cha Cha Malone, Defsoul, Jay Park)
6. Count On Me – 3:01 (testo: Defsoul – musica: GroovyRoom, Kwaca, Defsoul, Junny)

Durata totale: 19:26
Versione fisica
1. Paranoia – 2:49 (testo: Defsoul, Jay Park – musica: GroovyRoom, Defsoul, Jay Park, pH-1)

## Staff artistico
- Jay B (Defsoul) – voce, testi, musiche
- Bae So-yoon – registrazione, ingegneria vocale
- Bell – musiche (traccia 3), arrangiamenti (traccia 3)
- Bin – musiche (traccia 3), arrangiamenti (traccia 3)
- Chrli – musiche (traccia 2), arrangiamenti (traccia 2)
- DAX – musiche (traccia 2), arrangiamenti (traccia 2)
- G1nger – voce ospite (traccia 4), testi (traccia 4), musiche (traccia 4)
- Gray – produzione (traccia 2), musiche (traccia 2), arrangiamenti (traccia 2)
- GroovyRoom – produzione (tracce 3, 6-7), musiche (tracce 3, 6-7), arrangiamenti (tracce 3, 7)
- Junny – voce ospite (traccia 3), testi (traccia 3), musiche (tracce 3, 6)
- Kwaca – testi (traccia 6), musiche (traccia 6)
- Cha Cha Malone – musiche (tracce 1, 5), arrangiamenti (tracce 1, 5), missaggio (traccia 1), produzione (tracce 1, 5)
- Jay Park – voce ospite (traccia 1), testi (tracce 1-2, 4-5, 7), musiche (tracce 1-2, 4-5, 7)
- pH-1 – musiche (traccia 7)
- Sokodomo – voce ospite (traccia 5), testi (traccia 5)
- Sound Kim – testi (traccia 2), musiche (traccia 2)
- Stay Tuned – missaggio (tracce 2-4, 6-7)
- Teezio – missaggio (traccia 5)
- Mike Tucci – mastering
- Wheein – voce ospite (traccia 2)
- Woogie – produzione (traccia 4), arrangiamenti (traccia 4)

## Successo commerciale
SOMO:Fume ha esordito settimo in Corea del Sud sulla Gaon Weekly Album Chart, salendo in quinta posizione la settimana seguente. Ha raggiunto la prima posizione su iTunes in 36 Paesi.
B.T.W è arrivata in posizione 130 sulla Gaon Weekly Digital Chart e 5 sulla Gaon Weekly Download Chart, mentre ha debuttato in quindicesima posizione sulla World Digital Song Sales Chart di Billboard. Su iTunes ha occupato il primo posto in 20 Paesi nelle prime ventiquattro ore dall'uscita.
Fame è arrivata in posizione 87 sulla Gaon Weekly Download Chart.
Secondo la Gaon Chart, il disco ha venduto 40 000 copie nel mese di agosto 2021; per la Hanteo, 67 000 copie nella prima settimana (26 agosto-1º settembre).

## Classifiche
| Classifica (2021) | Posizione massima |
| ----------------- | ----------------- |
| Corea del Sud     | 5                 |
| Giappone          | 33                |